# Bagnolo (Santa Fiora)
Pour les articles homonymes, voir Bagnolo.
Bagnolo est une frazione située sur la commune de Santa Fiora, province de Grosseto, en Toscane, Italie. Au moment du recensement de 2011 sa population était de 612 habitants.

## Géographie
Le village de Bagnolo est situé sur le versant sud du Mont Amiata, à l'extrémité orientale de la zone municipale, près de la frontière avec Piancastagnaio, dans la province de Sienne. C'est le plus peuplé des hameaux de la commune de Santa Fiora,,.

## Monuments
- Église Santissimo Nome di Maria, église paroissiale[2],[3],[4]
- Église Madonna del Rosario[4]
- Sept fontaines de Bagnolo[1]